# 蔚汾河
蔚汾河位于中华人民共和国山西省西部的一条河流，是黄河左岸支流，发源于岚县西部大蛇头乡草子寨村西南白龙山北麓，向北偏西流经大蛇头乡，至界河口镇转西流，经兴县恶虎滩乡、奥家湾乡、县城蔚汾镇、蔡家崖乡、高家村镇等地，于高家村镇张家湾村与碧村之间汇入黄河。河长81.8千米，流域面积1462平方千米，河道平均比降9.73‰，年均径流量7570万立方米，年均输沙量1440万吨。蔚汾河流域地处黄土高原东部，中西部地区沟谷密布，梁峁林立，植被稀疏，水土流失较为严重。20世纪80年代后，河道常出现断流干涸现象。